# Еџвуд (Флорида)
Еџвуд (енгл. Edgewood) град је у америчкој савезној држави Флорида. По попису становништва из 2010. у њему је живело 2.503 становника.

## Демографија
Према попису становништва из 2010. у граду је живело 2.503 становника, што је 602 (31,7%) становника више него 2000. године.
| Група             | 2000.         | 2010.         |
| Белци             | 1.598 (84,1%) | 1.748 (69,8%) |
| Афроамериканци    | 88 (4,6%)     | 265 (10,6%)   |
| Азијати           | 43 (2,3%)     | 109 (4,4%)    |
| Хиспаноамериканци | 145 (7,6%)    | 335 (13,4%)   |
| Укупно            | 1.901         | 2.503         |